# Большое Княспинское озеро
Большое Княспинское озеро — проточное озеро на Северном Урале, в муниципальном округе Карпинск Свердловской области, в 5 километрах к западу от посёлка Сосновка.

## Общая характеристика
Площадь составляет 4,2 км², уровень воды — 221 м над уровнем моря. Озеро проточное, соединено рекой Княспинский Исток с рекой Турьёй (правым притоком реки Сосьвы). Подпружено плотиной, построенной в 1884 году. Примыкает к западной части Большого Княспинского болота. Западный берег озера покрыт лесом, восточный — заболочен. На берегу Большого Княспинского озера расположен ботанический памятник природы Свердловской области — Старокняспинский кедровник. Водятся карась, щука, гольян. Содержатся значительные запасы лечебного сапропеля. Вблизи южного берега находится база отдыха. В озеро впадают ряд рек и ручьёв, в том числе Большая Ершовка и Глубокая. В северной части озера несколько островов.

## Происхождение названия
Вероятно, название Большого Княспинского озера происходит от фамилии местных манси. Есть сведения, что в XVIII веке был рудознатец вогул Фёдор Княсьпин. В других источниках XVIII—XIX веков упоминаются юрты Княспины, озеро Княспино и Княскино.
16 июля 1770 года озеро, возле которого в то время находились мансийские юрты, посетил учёный Пётр Симон Паллас. В своей книге «Reise durch verschiedene Provinzen des Rußischen Reichs» (1773) он называл его Княшпин (Knäschpin). Эту же форму отмечает Н. К. Чупин, в том числе в варианте Княшпин-тур (тур по-вогульски значит озеро). Как указывает Н. К. Чупин, озеро называлось также Нижним Княспинским, в отличие от Верхнего, или Малого Княспинского.